# José Fuentes
José O. Fuentes (ur. 26 maja 1960) – portorykański judoka. Olimpijczyk z Los Angeles 1984, gdzie zajął osiemnaste miejsce w wadze średniej.
Brązowy medalista igrzysk panamerykańskich w 1983. Wicemistrz igrzysk Ameryki Środkowej i Karaibów w 1986 roku.

## Letnie Igrzyska Olimpijskie 1984
| Konkurencja | Eliminacje             | Klas. końcowa |
| Konkurencja | Przeciwnik I           | Miejsce       |
| ----------- | ---------------------- | ------------- |
| 86 kg       | Hamza Doublali (MAR) P | 18.           |